# یواس‌اس آلسیون (ای‌کی‌ای-۷)
یواس‌اس آلسیون (ای‌کی‌ای-۷) (به انگلیسی: USS Alcyone (AKA-7)) یک کشتی بود که طول آن ۴۵۹ فوت ۱ اینچ (۱۳۹٫۹۳ متر) بود. این کشتی در سال ۱۹۳۹ ساخته شد.